# Neliocarus
Neliocarus är ett släkte av skalbaggar. Neliocarus ingår i familjen vivlar.

## Dottertaxa tillNeliocarus, i alfabetisk ordning[1]
- Neliocarus alpicola
- Neliocarus alternans
- Neliocarus ariasi
- Neliocarus aureolus
- Neliocarus burdigalensis
- Neliocarus canus
- Neliocarus chaetophorus
- Neliocarus conquensis
- Neliocarus cristatus
- Neliocarus danieli
- Neliocarus densepilis
- Neliocarus dentista
- Neliocarus ebenista
- Neliocarus ellipticus
- Neliocarus elongatus
- Neliocarus faber
- Neliocarus flavipes
- Neliocarus formosus
- Neliocarus heydeni
- Neliocarus hirsutus
- Neliocarus huelvanus
- Neliocarus lateralis
- Neliocarus latirostris
- Neliocarus laufferi
- Neliocarus limbatus
- Neliocarus marmoratus
- Neliocarus monachus
- Neliocarus ovulum
- Neliocarus oxyops
- Neliocarus pellitus
- Neliocarus perfidus
- Neliocarus pilosellus
- Neliocarus pilosus
- Neliocarus pseudoebenista
- Neliocarus puberulus
- Neliocarus pusillus
- Neliocarus reitteri
- Neliocarus retusus
- Neliocarus rotundicollis
- Neliocarus sagitta
- Neliocarus sagittiformis
- Neliocarus schrammi
- Neliocarus seidlitzi
- Neliocarus setarius
- Neliocarus squamulatus
- Neliocarus stussineri
- Neliocarus sus
- Neliocarus trapezicollis
- Neliocarus urbionensis
- Neliocarus veladoi
- Neliocarus zebrina